# Oakwood (Teksas)
Oakwood – miasto w Stanach Zjednoczonych, w stanie Teksas, w hrabstwie Leon.